# Едвин Џексон
Едвин Џексон (фр. Edwin Jackson; По, 18. септембар 1989) је француски кошаркаш. Игра на позицији бека.
Са репрезентацијом Француске до 19 година освојио је бронзану медаљу на Светском првенству 2007.

## Трофеји

### Клупски
- Асвел:
  - Куп Француске (1): 2008.

- Барселона:
  - Куп Шпаније (1): 2018.

- Будућност:
  - Првенство Црне Горе (1): 2018/19.
  - Куп Црне Горе (1): 2019.

### Репрезентативни
- Светско првенство до 19 година:  2007.
- Европско првенство до 20 година:  2009.
- Светско првенство:  2014.